# Жовтень 2020
Жовтень 2020 — десятий місяць 2020 року, що розпочався у четвер 1 жовтня та закінчився в суботу 31 жовтня.

## Події
- 2 жовтня
  - Дональд Трамп захворів на COVID-19[1].
  - Російська журналістка Ірина Славіна скоїла акт самоспалення перед будівлею Головного управління МВС Росії по Нижньогородській області[2].
- 5 жовтня
  - У столиці Киргизстану, Бішкеку, почалися масові мітинги проти попередніх результатів виборів до парламенту[3].
  - Нобелівську премію з фізіології або медицини за 2020 рік отримала група вчених (Харві Джеймс Альтер, Майкл Хоутон та Чарльз  Райс) за відкриття вірусу гепатиту С[4].
- 6 жовтня
  - На тлі протестів у Бішкеку, прем'єр Киргизстану Кубатбек Боронов подав у відставку, його місце посів Садир Жапаров, звільнений протестувальниками з тюрми.[5].
  - Нобелівську премію з фізики за 2020 рік отримала група вчених (Роджер Пенроуз, Райнгард Ґенцель, Андреа Ґез) за дослідження чорних дірок[6].
- 7 жовтня
  - Національна академія наук України обрала нового президента: новим очільником став директор Інституту теоретичної фізики, професор Анатолій Загородній[7].
  - Нобелівську премію з хімії отримали Емманюель Шарпантьє та Дженніфер Дудна за розвиток методу редагування генома[8].
- 8 жовтня
  - Нобелівську премію з літератури отримала американська поетеса Луїза Глюк[9].
- 9 жовтня
  - Нобелівську премію миру отримала Світова продовольча програма (WFP) за зусилля у боротьбі з голодом[10].
- 10 жовтня
  - Від урагану Дельта в Карибському басейні загинуло 6 людей, збитки оцінюють у 4,1 млрд дол. США[11].
- 11 жовтня
  - Емомалі Рахмон упяте поспіль переміг на президентських виборах у Таджикистані[12].
  - У центрі Києва ветеран війни на Сході України Микола Микитенко здійснив акт самоспалення на знак протесту політики чинної влади щодо врегулювання конфлікту[13]. Від отриманих опіків помер 14 жовтня.
  - «Лос-Анджелес Лейкерс» стали чемпіонами НБА сезону 2019—2020. У фіналі вони обіграли «Маямі Гіт»[14].
  - Переможцями Відкритого чемпіонату Франції з тенісу 2020 стали: серед чоловіків — іспанець Рафаель Надаль, серед жінок — полька Іга Швйонтек[15].
- 12 жовтня
  - Премію імені Альфреда Нобеля з економіки отримали американці Пол Мілгром та Роберт Вілсон за вдосконалення теорії аукціонів та винайдення нових форматів аукціону[16].
- 14 жовтня
  - У результаті повені в Гайдарабаді (Індія) загинула щонайменше 81 людина[17].
  - НАСА підписало Угоду Артеміди із сімома країнами (Австралія, Велика Британія, Італія, Канада, Люксембург, ОАЕ та Японія) щодо спільної реалізації програми освоєння Місяця[18].
  - Помер український мовознавець Олександр Пономарів[19].
- 15 жовтня
  - Протести в Киргизстані: президент країни Сооронбай Жеенбеков ухвалив рішення піти у відставку на тлі протестів після виборів парламенту[20].
- 16 жовтня
  - У передмісті Парижа сталося вбивство французького вчителя Самуеля Паті в результаті нападу ісламіста[21].
- 17 жовтня
  - Лейбористська партія Нової Зеландії, яку очолює прем'єр-міністр Джасінда Ардерн, отримала більшість під час виборів до парламенту[22].
  - Василь Ломаченко програв у боксерському поєдинку Теофімо Лопесу та втратив титул абсолютного чемпіона світу в легкій вазі[23].
- 19 жовтня
  - Пандемія коронавірусної хвороби 2019: кількість хворих у світі досягла 40 мільйонів[24].
  - Дарницький районний суд міста Києва задовольнив позов Віктора Медведчука по забороні публіцистичної книги Вахтанга Кіпіані «Справа Василя Стуса»[25].
- 20 жовтня
  - Космічний корабель NASA вперше в історії взяв проби гірських порід з астероїда Бенну в ході місії OSIRIS-REx[26].
  - За результатами сезону 2019/2020 переможцем Української хокейної ліги вперше став клуб «Кременчук»[27].
- 22 жовтня
  - Премію Сахарова за свободу думки 2020 року отримала білоруська демократична опозиція[28].
  - У Польщі Конституційний суд своїм вироком запровадив жорсткі обмеження на аборти[29].
- 24 жовтня
  - Православна церква Кіпру стала четвертою помісною церквою, яка визнала автокефалію Православної церкви України[30].
- 25 жовтня
  - Відбулись місцеві вибори в Україні 2020, на яких обрали депутатів сільських, селищних, міських, районних і обласних рад та сільських, селищних і міських голів. Явка виборців становила близько 37 % та була найнижчою за всю історію незалежної України[31].
  - Протести в Білорусі: в Мінську та інших містах відбувся протестний марш «Народний ультиматум», в якому взяли участь понад 100 тис. осіб. За офіційними даними МВС Білорусі, 523 особи було затримано[32].
  - В мотоспорті Льюїс Гамільтон побив рекорд Міхаеля Шумахера за кількістю виграних кваліфікацій у Формулі-1[33].
- 27 жовтня
  - У Польщі відбуваються масові протести проти обмежень на аборти[34].
- 28 жовтня
  - Корупція в Україні: Конституційний Суд України ухвалив рішення, яке означає скасування електронного декларування, скасування повноважень Національного агентства з питань запобігання корупції на повну перевірку та моніторинг способу життя, скасування незаконного збагачення і конфіскації активів, набутих корупційним шляхом, скасування недостовірного декларування.[35]
- 30 жовтня
  - Землетрус в Егейському морі магнітудою 7 балів спричинив руйнування та людські жервти в Туреччині та Греції. Загинуло понад 30 осіб, ще понад 800 зазнали поранень.[36]
- 31 жовтня
  - На парламентських виборах у Грузії більшість голосів отримала правляча партія «Грузинська мрія»[37].
  - У Німеччині відкрито аеропорт Берлін-Бранденбург, який мав запрацювати ще в 2011 році[38].